# Clairemarie Osta
Clairemarie Osta, född 10 juli 1970, är en fransk balettdansös, tidigare étoile (stjärndansare) på Parisoperans balett och för närvarande konstnärligt ansvarig för den klassiska baletten på Kungliga Svenska Balettskolan.

## Biografi
Clairemarie Osta föddes i Nice och började med balett vid 5 års ålder. Hon utbildade sig vid Conservatoire de Nice och sedan vid Conservatoire de Paris. På uppmuntran av den franske koreografen och balettledaren Roland Petit skrev hon 1987 in sig på Parisoperans balettskola och tränade där i ett år.
Osta blev en del av Parisoperans balett 1988. När hon var 32 år gammal blev hon utnämnd till étoile efter föreställning Paquita 2002. Hennes sista föreställning på Parisoperans balett var Manon 2012.
Osta har arbetat med koreografer som Rudolf Nurejev, Carolyn Carlson, John Neumeier, Jiri Kylian, Jerome Robbins, Roland Petit, Mats Ek och William Forsythe.
2013 blev Osta chef vid Conservatoire de Paris som är en högskola för dans och musik i Paris. Mellan 2015 och 2017 drev hon dansstudion L'Atelier d'Art Chorégraphique. 2017 blev hon ansvarig för inriktningen klassisk balett på Kungliga Svenska Balettskolan i Stockholm.
Osta är gift med Nicolas Le Riche, tidigare étoile vid Parisoperans balett, som sedan 2017 är chef för Kungliga Svenska Baletten.

## Utmärkelser
Osta har tagit emot de franska ordnarna Chevalier des Arts et des Lettres och Hederslegionen.